# Таманская улица (Анапа)
Таманская улица — улица в историческом центре Анапы. Проходит от Верхней Набережной улицы до улицы Шевченко. Популярный туристический маршрут.

## История
Современное название в честь Таманского казачьего полка А. Д. Бескровного, особо отличившегося при взятии Анапы в 1828 году.
Хаотичная застройка турецкой крепости, занятой, после осады, 12 июня 1828 года десантным отрядом русских войск под командованием князя Меншикова, преобладавшая более в северной, нежели в юго-восточной части крепости, прежде была неоднократно полностью разрушена, крепость брали штурмом в период боевых действий во время русско-турецких войн в 1791, в 1807 и 1809 годах. При осаде в 1828 году строения крепости сильно пострадали от обстрела ядрами и находились в самом жалком состоянии, они едва могли быть поддержаны для временного жилья. В мае 1855 года Анапа, только недавно (в 1846 году) получившая статус города, была русскими войсками оставлена ввиду неприятельской угрозы (шла Крымская война), крепостные стены вновь были разрушены и все здания сожжены. Восстановление началось в 1856 году, город восстанавливался по новому регулярному плану, узкие извилистые проходы между рядами домов (два всадника с трудом могли проехать рядом) были расширены и спрямлены.
Застройка улицы к концу XIX века представляла собой одноэтажный частный сектор.
При советской власти улица недолго носила имя Красной армии.
Улица осовременивается, в 2016 году на улице возведён многоэтажный жилой комплекс «Лазурное побережье» (д. 24).

## Достопримечательности

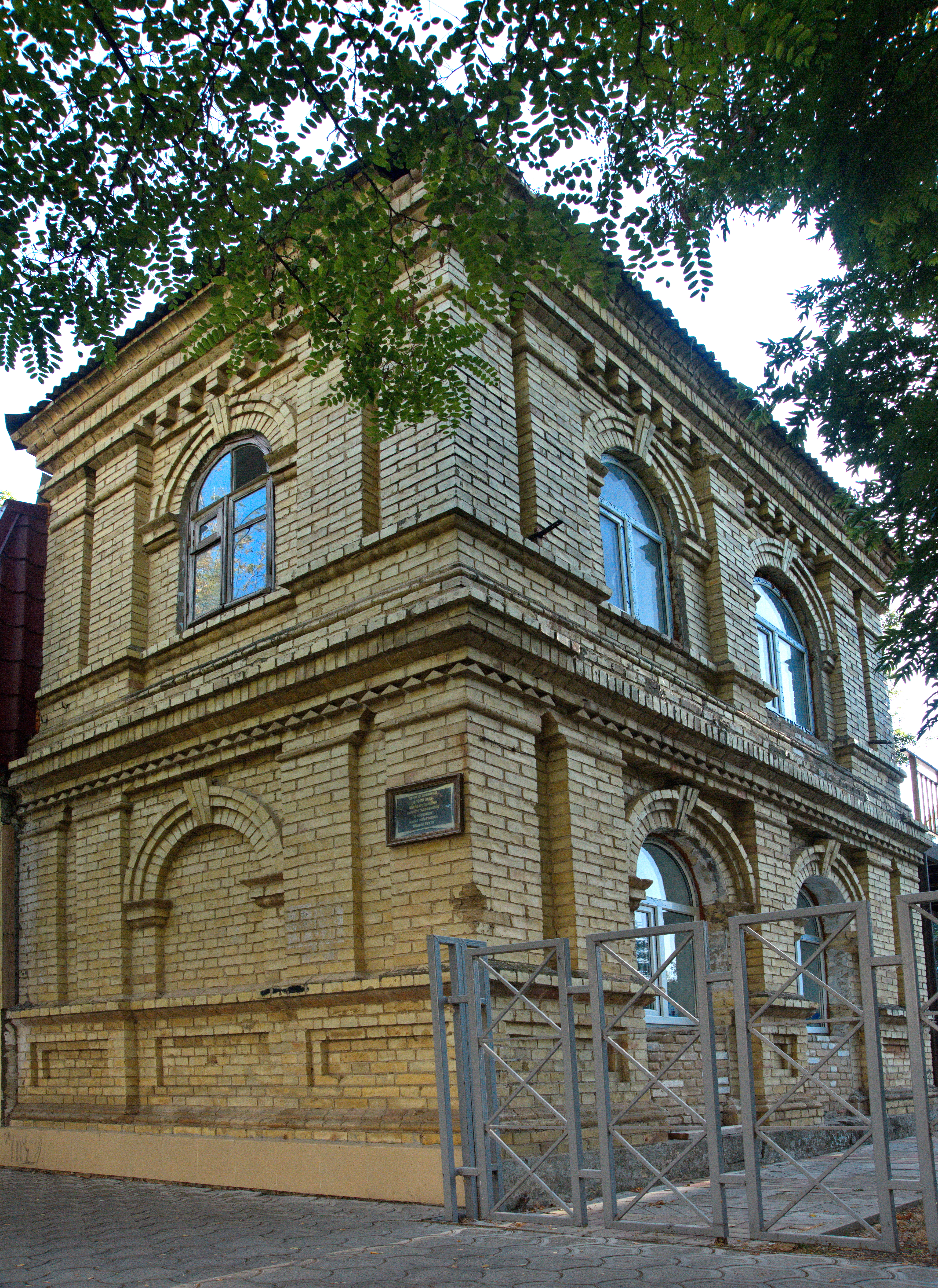
Дом Веселовского

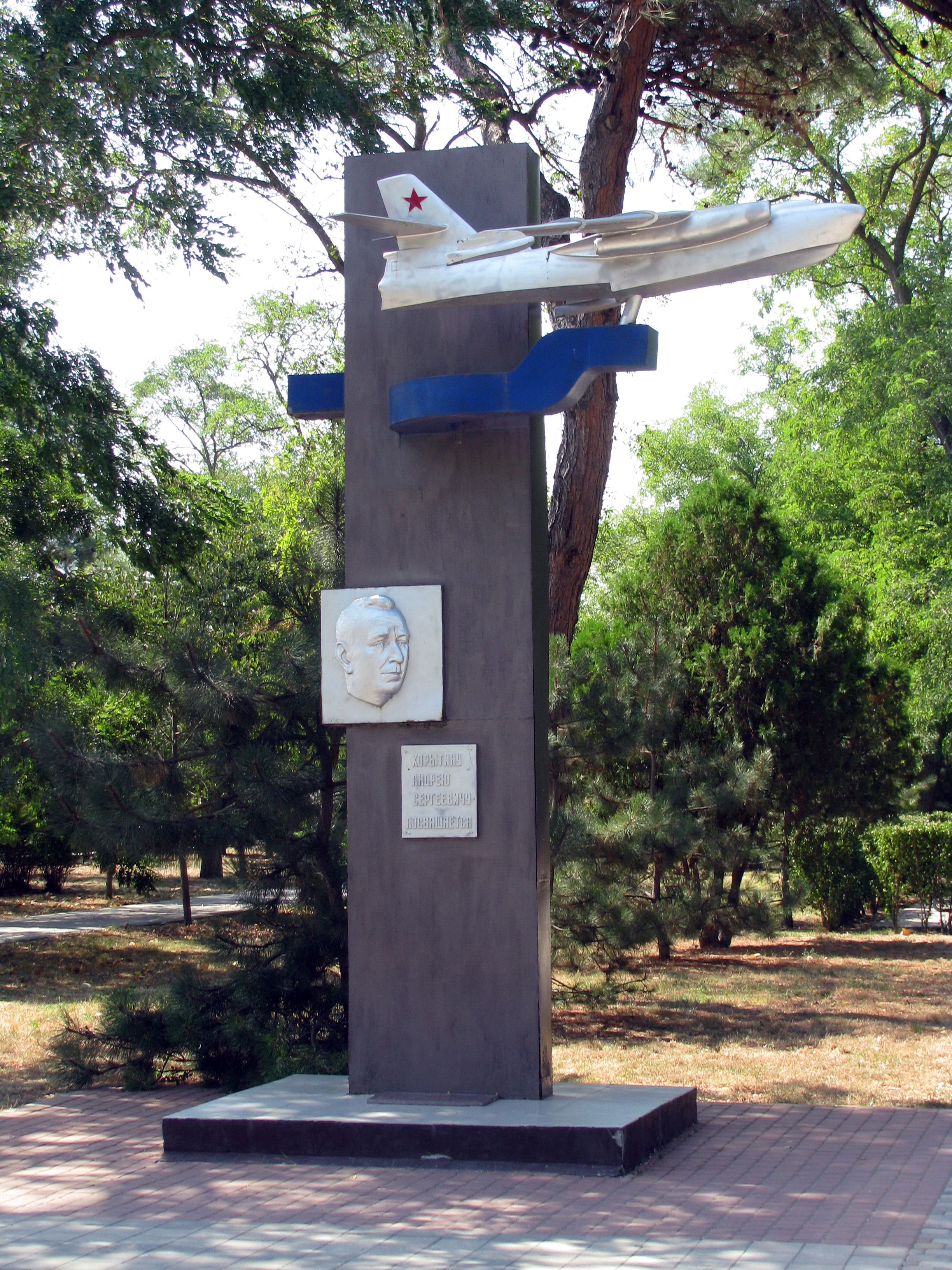
Памятник авиаконструктору Корытину

д. 4, корп. 5 — бывший дом археолога Н. И. Веселовского
Памятник авиаконструктору А. С. Корытину (1907—1989), почётному гражданину города Анапы.